# Volker Fleige
Volker Fleige (* 14. Juni 1957 in Wimbern, jetzt Wickede) war von 2009 bis 2015 Bürgermeister der Stadt Menden und damit als Mitglied der SPD der erste sozialdemokratische Verwaltungschef in der Geschichte der Stadt.

## Leben
Während seiner Schul- und Studienzeit engagierte sich Fleige unter anderem am Schülertheater, am Studententheater sowie beim Management einer Rockgruppe. Er studierte Verwaltungswissenschaften.
Seine berufliche Laufbahn begann beim Kreis Unna, u. a. als Pressesprecher in den Jahren 1982 bis 1984. Im Jahr 1984 wechselte Fleige als Leiter des Kulturamtes zur Stadt Menden. Von 1991 bis 2009 war er Fachbereichsleiter (Dezernent) für Schule, Sport und Kultur in Menden. Fleige war in den Jahren 2009 bis 2015 Bürgermeister der Stadt Menden. Am 27. September 2015 verlor er in der Stichwahl mit 54,43 % zu 45,57 % gegen seinen Herausforderer von der CDU, Martin Wächter, und schied deswegen am 20. Oktober 2015 aus dem Amt.

## Lokalpolitische Tätigkeit

### Bürgermeister
Zu Beginn seiner Amtszeit als Bürgermeister initiierte Fleige den Neubau des Bahnhofs. Dieser war nach über zehnjährigem Leerstand zu einem Schandfleck verkommen. Auch das angrenzende Gelände des Bahnhofs konnte mit Hilfe des Investors List+Wilbers zu einem Fachmarktzentrum entwickelt werden.
Die katastrophale Haushaltslage der Stadt u. a. infolge des Niedergangs der Firma R & G Schmöle, der Insolvenz der Sparkasse Menden sowie einer gescheiterten Firmenansiedlung (Saurer Kamp / HJS / PuREM) ließ Fleige den Vorschlag machen, mit dem Regierungspräsidium Arnsberg eine Vereinbarung zu schließen, um mit finanzieller Unterstützung des Landes Nordrhein-Westfalen den Haushalt zu konsolidieren. Diesem Vorschlag folgte der Rat der Stadt. Auf dieser Basis präsentierte die Stadt Menden erstmals nach über zehn Jahren im Jahr 2012 einen genehmigten Haushalt.
Die Demografie machte es notwendig, Mendens Schullandschaft neu aufzustellen. Fleige sah sich dabei heftigen Angriffen ausgesetzt. So führte die geplante Schulschließung der Grundschule in Hüingsen, dem Stammsitz der Firma Obo Bettermann, zu einem vom Unternehmer Ulrich Bettermann angestrebten und von der FDP unterstützten Verfahren zur Abwahl Fleiges als Bürgermeister.
Vorausgegangen waren einige Affären des Bürgermeisters Fleige, die in der Mendener Öffentlichkeit für großen Unmut sorgten. U.a. empfahl er einer Bürgerin, die sich mit einem Anliegen wiederholt an ihn wandte, ein Beruhigungsmittel zu nehmen.
Das Verfahren scheiterte im Januar 2013. Statt der gesetzlich vorgeschriebenen Anzahl von 7.800 Unterschriften, die zum Beginn eines solchen Verfahrens benötigt werden, wurden lediglich 7.447 Unterschriften gesammelt. Die Zahl der gesammelten Unterschriften ist allerdings nicht belegt.
Jahrzehntelang besuchten Schüler aus Menden die Gesamtschule in Fröndenberg. In Menden fand sich keine Mehrheit zur Gründung dieser Schulform. Mit der Veränderung der Schullandschaft gelang es Fleige, eine Ratsmehrheit für die Gesamtschule Menden zu finden.
Ein weiteres Schwergewicht lag auf der Entwicklung der Innenstadt. Dabei wurde der Alte Rathausplatz, das Herz der Stadt, neu gestaltet. Außerdem gelang die Offenlegung des Glockenteichbachs. Dieser Bach war über Jahrhunderte die einzige Frischwasserquelle der Stadt. Jetzt fließt er wieder mitten durch die Stadt und ist ein belebendes Element der Fußgängerzone und ihrer weiteren Entwicklung.
Fleige gelang es, Gut Rödinghausen mit Fördergeldern zu sanieren und einer sinnvollen Verwendung als Industriemuseum Menden zuzuführen.
Bei der Bürgermeisterwahl 2015 bewarben sich fünf Kandidaten. Im ersten Wahlgang am 13. September erreichte Volker Fleige mit 39,5 % die meisten Stimmen, aber nicht die erforderliche absolute Mehrheit. In der Stichwahl am 27. September zwischen den beiden Kandidaten mit den meisten Stimmen unterlag er seinem Konkurrenten von der CDU, Martin Wächter.

### Alt-Bürgermeister
Im August 2018 trat Volker Fleige nach einem Zerwürfnis aus Protest aus der SPD Menden aus.
Im Mai 2020 teilte Volker Fleige mit, Menden zu verlassen und nach Lübeck umzuziehen.

## Kulturelles Wirken

### Theater Am Ziegelbrand
Für die Mendener Schaubühne stellte der Mendener Baubetrieb eine Halle zur Verfügung. Die Stadt Menden übernahm den Umbau sowie den Anbau eines Foyers. Die Sparkasse Menden und die Unternehmen Bega und Gebr. Albert förderten die Ausstattung. Da der Ort eine ehemalige Ziegelbrennerei ist, erhielt die Stätte den Namen Theater Am Ziegelbrand.

### Seh-Container
Gemeinsam mit Wolf-Ulrich Rohe entwickelte Volker Fleige die Idee der Seh-Container, die als Biennale stattfinden.
Jeweils ein Künstler oder eine Künstlergruppe erhalten einen See-Container, um darin auszustellen, zu arbeiten und sich zu präsentieren. Mit Hilfe von DHL und unterstützt vom Land Nordrhein-Westfalen wurden die Seh-Container erstmals 2008 in der Kulturregion Südwestfalen und den beteiligten Städten Menden, Hagen, Iserlohn und Siegen mit dem Kreis Siegen-Wittgenstein gezeigt.

### Kunstfest PASSAGEN
Die Idee für das KunstFest PASSAGEN entwickelte Volker Fleige 2015. Sie fußt auf dem Gedanken, gemeinsam im Gut Rödinghausen und seinem Industriemuseum Menden ein Haus zu schaffen, in dem die vier Künste bildende Kunst, Musik, Literatur und darstellende Kunst miteinander in Dialog treten. Wenige Wochen nach Eröffnung des Industriemuseums am 29. Juni 2019 startete am letzten August-Wochenende das erste KunstFest PASSAGEN, das seitdem immer am letzten Sonntag im August beginnt.
Auf der Basis der Idee entstand ein Arbeitskreis, aus dem 2017 der Förderverein KunstFest PASSAGEN wurde, der das Ziel definierte, an der Schnittstelle zwischen Ruhrgebiet und Sauerland bzw. der Kulturregion Südwestfalen ein Kulturangebot aufzubauen, das für das Besondere, Ungewöhnliche und Einzigartige steht. Ausdruck dessen sind Name und Typografie des „KunstFest PASSAGEN“.
Das KunstFest PASSAGEN kooperiert eng mit dem Orchesterzentrum NRW in Dortmund. Das Orchesterzentrum NRW ist eine in Deutschland einmalige Einrichtung. Träger sind die fünf Musikhochschulen Nordrhein-Westfalens, die die Studenten auf das Ensemblespiel unter Konzertbedingungen vorbereiten.
Am 13. September 2022 gab das für die Organisation zuständige Kulturbüro der Stadt Menden bekannt, sich von Volker Fleige mit Wirkung zum Jahr 2023 trennen zu wollen, was dieser prompt als so nicht richtig darstellte. Als Grund wurde die anhaltende Kritik genannt, dass das Kunstfest zu abgehoben sei und viel zu wenig auf den Durchschnitts-Mendener Bürger eingehe. Zudem sei der Subventionsbedarf zu hoch – 250 EUR pro Ticket im Corona-Jahr 2021.